# Sticherus interjectus
Sticherus interjectus är en ormbunkeart som först beskrevs av Jermy och T. G. Walker, och fick sitt nu gällande namn av J.Gonzales. Sticherus interjectus ingår i släktet Sticherus och familjen Gleicheniaceae. Inga underarter finns listade.